# Bi Puranen
Agda Britt-Inger "Bi" Puranen, /puːranɛn/ ogift Karlsson[källa behövs], ursprungligen Bäckman, född den 4 februari 1951 i Umeå stadsförsamling i Västerbottens län, är en svensk forskare inom främst ekonomisk historia samt författare.

## Biografi
I början av sin karriär studerade hon ekonomisk historia, sociologi och demografi vid Umeå universitet med inriktning på migrationen från och inom Norrland och blev filosofie kandidat 1973. Mellan 1973 och 1984 var hon föreståndare för Demografiska databasen som inledningsvis sorterade under Riksarkivet, innan det 1978 blev en del av Umeå universitet. Hon avlade doktorsexamen 1984 på en avhandling om bekämpningen av tuberkulos i Sverige.
Hon är docent i ekonomisk historia vid Institutet för framtidsstudier, som lyder under Utbildningsdepartementet. Från 1996 har Bi Puranen varit generalsekreterare för World Values Survey, ett uppdrag som hon alltjämt innehar (december 2017). Sedan 2007 sitter hon i styrelsen för Konstfack.
År 1984 flyttade hon till Lund och Institutet för hälso- och sjukvårdsekonomi (IHE). Hon engagerades av Bokförlaget Bra Böcker AB i Höganäs som chefredaktör för Nationalencyklopedin.
Från 1988 till 1999 var hon projektledare vid Institutet för framtidsstudier i Stockholm. 1996 ledde hon statens offentliga utredning inför Kulturnät Sverige, som avgav slutbetänkandet SOU 1997:14 IT i kulturens tjänst. Utöver detta har hon undervisat vid olika högskolor och utfört uppdrag åt företag och myndigheter, till exempel Vägverket, Vattenfall och Försvarsmakten. Från 1998 till 2004 var hon professor i framtidsstudier och kommunikationsstrategier vid Theseus International Management Institute beläget vid det franska forskningscentret Sophia Antipolis. År 2021 arbetade hon med integrationsstudier vid Institutet för framtidsstudier och undersökte värderingar hos migranter och integrationen i det svenska samhällets normsystem.
Puranen har också producerat filmer, arrangerat konferenser och varit programledare för frågesporten Kvitt eller dubbelt i Sveriges Television. Hon var värd för Sommar i P1 på Sveriges Radio den 17 augusti 1988 och återkom till programmet den 8 augusti 2014.. Den 30 december 2021 var hon värd för programmet Vinter i P1.

## Bakgrund och familj
Bi Puranen tillbringade sina tidiga barndomsår i Sävar, men bor nu i Stockholm och i Cabris, Frankrike. Hon är dotter till Martin Boström och Anne-Marie Bäckman (omgift Karlsson). Hon var gift första gången 1974–1987 med jägmästaren och juristen Åke Puranen (född 1948) och andra gången sedan 1992 med journalisten Peter Welander (född 1954), programledare på Ekot på Sveriges Radio. Hon har sonen Anders (född 1977) med Puranen samt sonen Frej (1990) och dottern Nike (född 1992) med Welander.